# Moranville
Moranville is een gemeente in het Franse departement Meuse in de regio Grand Est en telt 93 inwoners (2004). De plaats maakt deel uit van het arrondissement Verdun.

## Geschiedenis
De gemeente maakte deel uit van het kanton Étain tot Moranville op 22 maart 2015 werd opgenomen in het op die dag gevormde kanton Belleville-sur-Meuse.

## Geografie
De oppervlakte van Moranville bedraagt 6,5 km², de bevolkingsdichtheid is 14,3 inwoners per km².
De onderstaande kaart toont de ligging van Moranville met de belangrijkste infrastructuur en aangrenzende gemeenten.

## Demografie
Onderstaande figuur toont het verloop van het inwonertal (bron: INSEE-tellingen).